# 18 км (Вологодская область)
18 км — посёлок в Грязовецком районе Вологодской области России. Входит в состав Вохтожского муниципального образования, с точки зрения административно-территориального деления — в Вохтогский сельсовет. 

## География
Посёлок расположен на берегу реки Монза, у моста Монзенской железной дороги.
географическое положение
Расстояние до районного центра Грязовца по автодороге — 79 км, до центра муниципального образования Вохтоги по прямой — 16 км. Ближайшие населённые пункты — Монза, Липихино, Каменка.

## История
Станция расположена на 18 км железной дороги от станции Вохтога, что и дало название посёлку. 
До 2004 года входил в состав Демьяновского сельсовета.

## Население
| 2010 |
| ---- |
| 5    |

Возможно, когда-то посёлок был предназначен для работников пионерского лагеря. Сейчас в нём живут в основном вохтогские дачники.

## Инфраструктура
Рядом расположен оздоровительный лагерь «Берёзка» и одноимённая железнодорожная станция.
Путевое хозяйство.

## Транспорт
Доступен автомобильный и железнодорожный транспорт.